# Хетштет
Хетштет (њем. Hettstedt) град је у њемачкој савезној држави Саксонија-Анхалт. Једно је од 22 општинска средишта округа Мансфелд-Сидхарц. Према процјени из 2010. у граду је живјело 14.700 становника. Посједује регионалну шифру (AGS) 15087220.

## Географски и демографски подаци
Хетштет се налази у савезној држави Саксонија-Анхалт у округу Мансфелд-Сидхарц. Град се налази на надморској висини од 200 метара. Површина општине износи 20,7 km². У самом граду је, према процјени из 2010. године, живјело 14.700 становника. Просјечна густина становништва износи 711 становника/km².